# Злокукяни (община Битоля)
Вижте пояснителната страница за други значения на Злокукяни.
Злокукяни (на македонска литературна норма: Злокуќани) е село в община Битоля на Северна Македония.

## География
Селото е планинско – намира се на 1060 m надморска височина в югозападната част на Пелагония, в източните склонове на планината Пелистер, на 11 km южно от Битоля. До селото няма път и от регионалния път е отдалечено на 5 km. От три страни селото е обградено от Баба, а на изток граничи с Бистрица.

## История
Местната традиция отдава името Злокукяни (тоест Злокъщени) на факта, че местните жители били известни зулумаджии.
В началото на XVII век Злокукяни е малко, християнско село. В документ от 1607 година е отбелязано, че всички жители на Злокукяни взимат едногодишен заем от вакъфа на Ахмед паша при месджида на шейх Хъзр Бали в Битоля в размер на 2000 акчета при лихва от 15% процента. Гаранти за парите са самите селяни, един за друг. Имената на длъжниците са: Никле Богдан, Йован Богдан, Миле Йован, Йован Петко и Досе Петко.
В XIX век Злокукяни е мюсюлманско село в Битолска кааза на Османската империя. Според статистиката на Васил Кънчов („Македония. Етнография и статистика“) от 1900 година Злокукяни има 500 жители, всички арнаути мохамедани.
На Етнографската карта на Битолския вилает на Картографския институт в София от 1901 година Злокукяни е чисто албанско село в Битолската каза на Битолския санджак с 94 къщи.
По време на българското управление в Македония през Първата световна война Злокукяни е част от Барешанска община в Битолска селска околия и има 394 жители. Според данните на Димитър Гаджанов от 1916 година населението на Злокукяни се състои от 394 турци. Селото пострадва силно по време на войната, тъй като фронтът минава през него.
В 1956 година селото имало 156 жители – 150 турци, 3 албанци, 2 северномакедонци и 1 друг. В 1961 година, вследствие на изселване в Бистрица и други околни села, селото има само 23 жители.
Според преброяването на населението от 2002 година селото е обезлюдено.
В селото има полуразрушена джамия и остатъци от къщи.